# Шатори, Имре
И́мре Ша́тори (венг. Imre Sátori; 7 марта 1937, Будапешт, Венгрия — 30 ноября 2010, там же) — венгерский футболист, бронзовый призёр Олимпийских игр в Риме (1960).

## Биография
В сезоне 1958/1959 стал чемпионом Венгрии в составе клуба «Чепель» (Будапешт). Всего в национальном первенстве провёл 134 матча, забив 22 гола. В составе олимпийской сборной Венгрии завоевал бронзовую медаль на летних Играх в Риме (1960).